# Segatura (materiale)

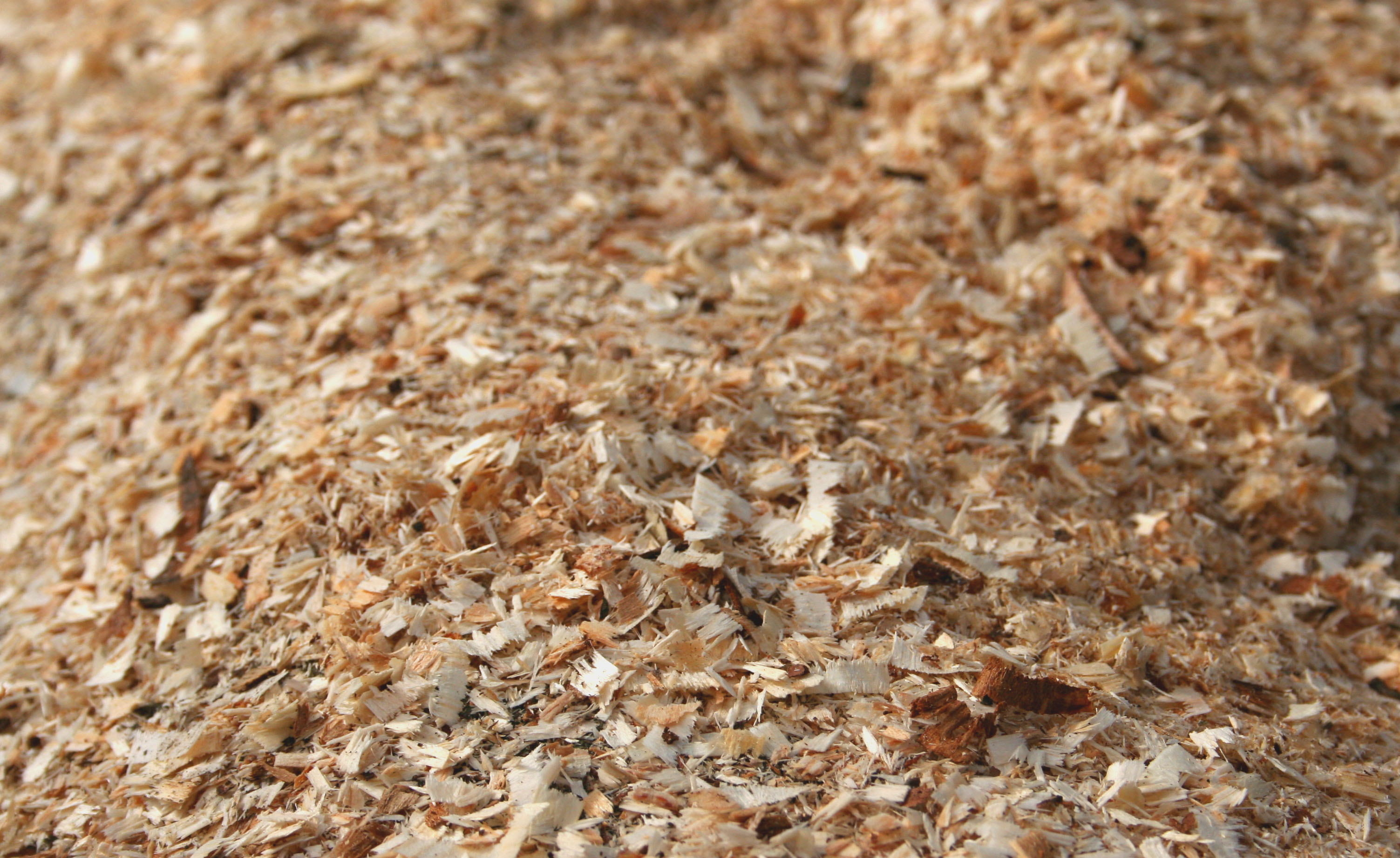
Segatura di legno

La segatura è l'insieme dei minuti frammenti prodotti dal taglio con la sega. Nel gergo moderno il termine si riferisce quasi sempre al truciolo di legno residuo generato dalle lavorazioni di falegnameria, tra cui la segatura, che più propriamente si chiama però segatura di legno.
Ha numerosi utilizzi nei contesti più disparati tra cui la costruzione di assi formati da segatura compressa chiamati truciolati, l'impiego come materiale coibente sia nell'industria sia nell'agricoltura, come assorbente, come materiale per la pulizia dei pavimenti, come parte del pykrete che è composto per il 14% da segatura e dal restante 86% da ghiaccio, come combustibile, e molti altri ancora.